# Verbena lindmanii
Verbena lindmanii là một loài thực vật có hoa trong họ Cỏ roi ngựa. Loài này được Briq. miêu tả khoa học đầu tiên năm 1904.